# Maloideae
La sottofamiglia delle Maloideae o Pomoideae appartiene alla famiglia delle Rosaceae e si differenzia dalle altre per produrre un falso frutto di tipo pomo, e per avere 17 cromosomi allo stato aploide, quando il resto della famiglia ne possiede da 7 a 9. Sono arbusti o piccoli alberi. La sottofamiglia include un buon numero di piante commercialmente importanti per il loro frutto come Malus domestica per la mela, Eriobotrya japonica per la nespola del Giappone, Pyrus communis per la pera e Cydonia oblonga per la mela cotogna.

## Tassonomia
La sottofamiglia comprendeva i seguenti generi (in atto aggregati nella tribù Maleae della sottofamiglia Amygdaloideae)
.
- Amelanchier
- Aronia
- Chaenomeles
- Chamaemeles
- Cotoneaster
- Crataegus
- Cydonia
- Dichotomanthes
- Docynia
- Eriobotrya
- Eriolobus
- Hesperomeles
- Heteromeles
- Malacomeles
- Malus
- Mespilus
- Osteomeles
- Peraphyllum
- Photinia
- Pseudocydonia
- Pyracantha
- Pyrus
- Rhaphiolepis
- Sorbus
- Stranvaesia